# Campylopus geraensis
Campylopus geraensis är en bladmossart som beskrevs av Jean Édouard Gabriel Narcisse Paris 1904. Campylopus geraensis ingår i släktet nervmossor, och familjen Dicranaceae. Inga underarter finns listade i Catalogue of Life.